# Clube Recreativo e Atlético Catalano
El Clube Recreativo e Atlético Catalano es un club de fútbol brasilero de la ciudad de Catalão. Goiás. Fue fundado en 1931, juega en el Campeonato Goiano y en el Campeonato Brasileño de Serie D.

## Entrenadores
- Lucho Nizzo (noviembre de 2011–marzo de 2012)[6][7][8][9]
- Sander Ramos (interino- marzo de 2012)[7]
- Evair Paulino (marzo de 2012–?)[10]
- Mauro Ovelha (diciembre de 2014–febrero de 2015)[11][12]
- Lucho Nizzo (febrero de 2015–2015)[13]
- Denis Rodrigues (marzo de 2015–?)[14]
- Júlio Sérgio (?-febrero de 2016)[15]
- Lucho Nizzo (noviembre de 2016–febrero de 2017)[16][17]
- Alexandre Barroso (febrero de 2017–?)[18]
- Carlos Rabello (?–marzo de 2021)[19]
- Lucas Andrade (marzo de 2021–?)[20]
- Wagner Lopes (octubre de 2023–febrero de 2024)[21][22]
- Leandro Sena (febrero de 2024–presente)[3]

## Palmarés

### Torneos nacionales
- Campeonato Goiano (2):1967, 2004